# Toast (program)
Toast – program firmy Roxio dla systemu OS X służący do nagrywania danych na płytach CD, DVD i Blu-Ray.
Dostępny jest dla komputerów wyposażonych w procesory PowerPC G4, PowerPC G5 lub Intel.